# 弗里德里希·斐迪南二世 (石勒苏益格-荷尔斯泰因)
石勒蘇益格-荷爾斯泰因王儲弗里德里希·斐迪南（丹麥語：Frederik Ferdinand；1985年7月19日—），是現任什勒斯維希-霍爾斯坦-宗德堡-格呂克斯堡王朝與整個奥尔登堡王朝的王室首領。